# Flavomeliturgula lacrymosa
Flavomeliturgula lacrymosa är en biart som först beskrevs av Popov 1967.  Flavomeliturgula lacrymosa ingår i släktet Flavomeliturgula och familjen grävbin. Inga underarter finns listade i Catalogue of Life.